# Smith Thompson
Smith Thompson (Amenia, 17 gennaio 1768 – 18 dicembre 1843) è stato un politico statunitense.

## Biografia
Fu il sesto segretario della marina statunitense durante la presidenza di James Monroe. Completò gli studi all'università di Princeton (all'epoca si chiamava college del New Jersey) laureandosi nel 1788, rimase nella struttura dove insegnò per un breve periodo. Studiò poi legge con James Kent.
Venne eletto all'assemblea statale (nella camera bassa) di New York nel 1800. Fu anche vicepresidente fondatore della società American Bible Society (ABS).